# Petrowe (Kropywnyzkyj, Snamjanka)
Petrowe (ukrainisch Петрове; russisch Петрово Petrowo) ist ein Dorf in der Oblast Kirowohrad in der Ukraine.

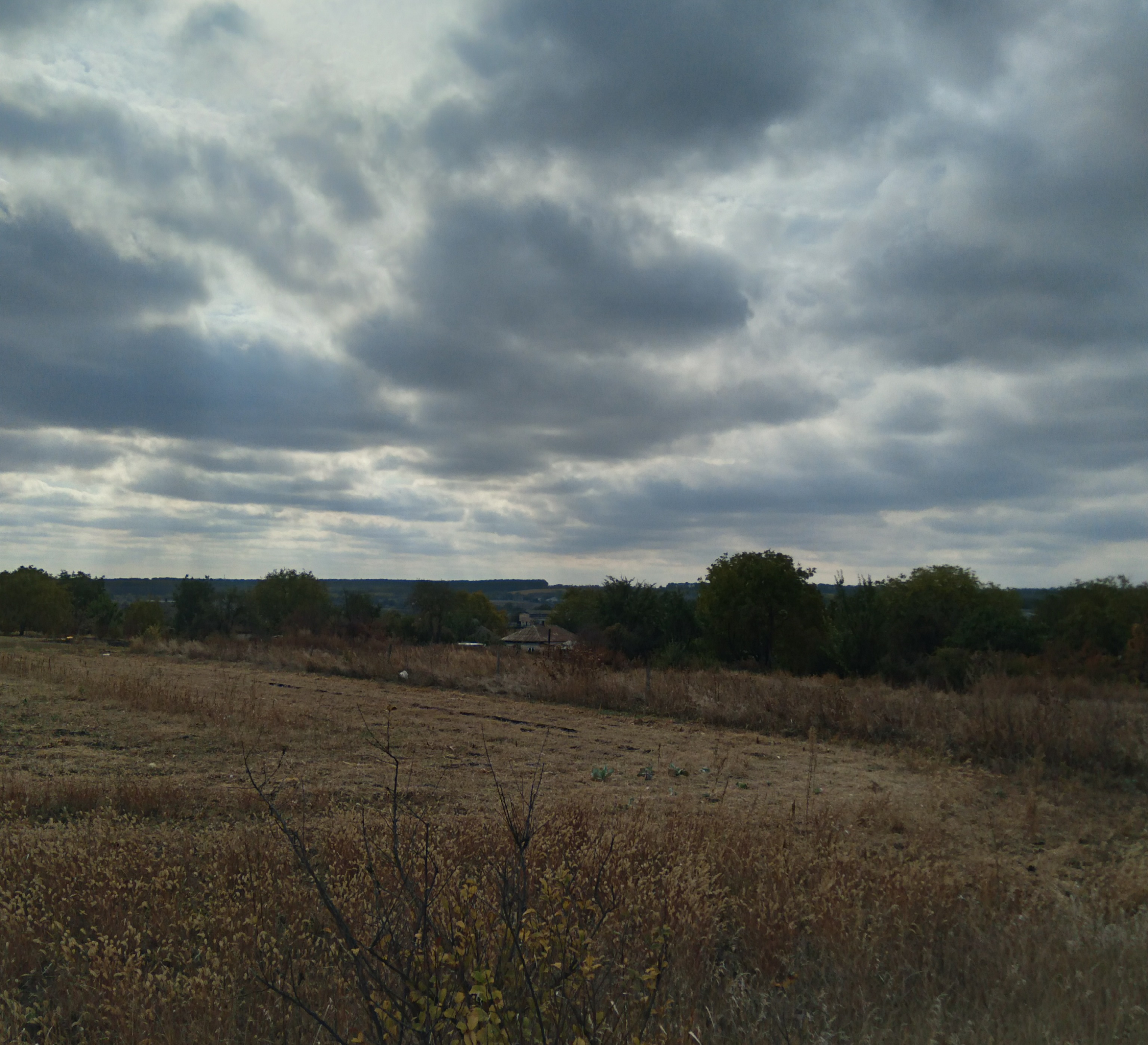
Ländliche Landschaft

## Geographie
Das Dorf liegt südlich der Stadt Snamjanka (und ist eigentlich deren Vorort). Durch das Gebiet des Dorfes fließt der Fluss Balka Orlowa, ein linker Nebenfluss der Beschka, die in die Inhulez mündet.

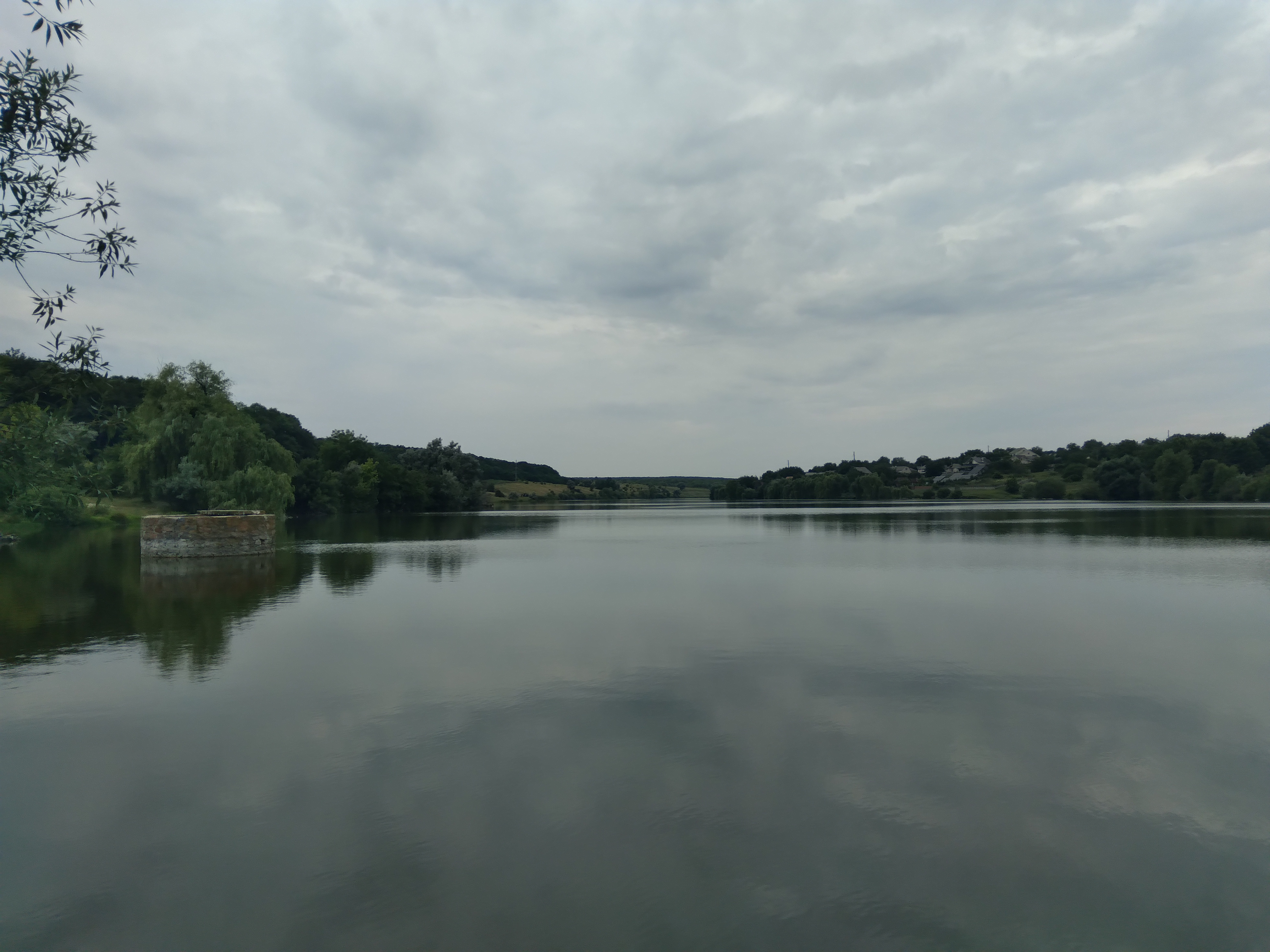
Fluss Balka Orlowa

Am 12. Juni 2020 wurde das Dorf ein Teil der neugegründeten Stadtgemeinde Snamjanka, bis dahin bildete es zusammen mit den Dörfern Nowooleksandriwka und Sokilnyky die gleichnamige Landratsgemeinde Petrowe (Петрівська сільська рада/Petriwska silska rada) im Zentrum des Rajons Snamjanka.
Am 17. Juli 2020 kam es im Zuge einer großen Rajonsreform zum Anschluss des Rajonsgebietes an den Rajon Kropywnyzkyj.

## Geschichte
Im Jahr 1886 lebten hier 337 Menschen, 1958 wurde dem Dorf Petrowe das Nachbardorf Orlowa Balka hinzugefügt.

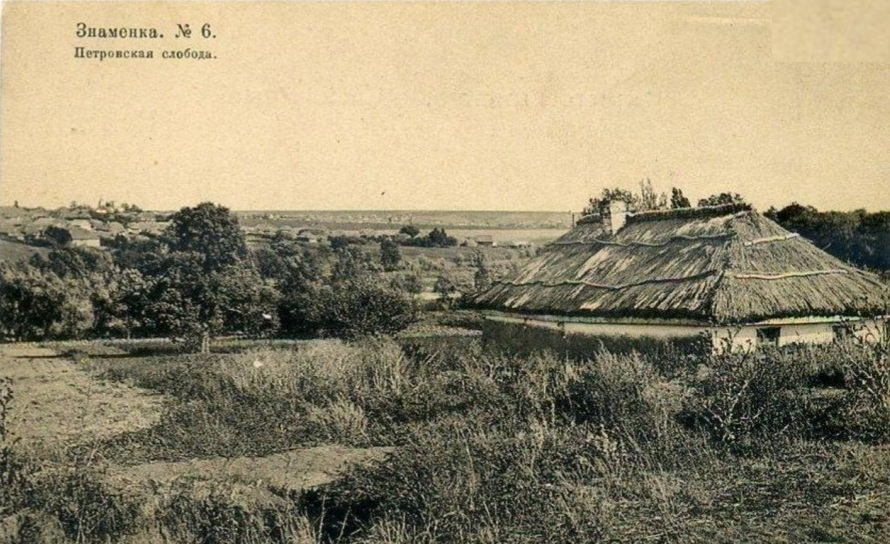
Foto von 1907–1910